# 도가머리박쥐속
도가머리박쥐속(Eumops)은 큰귀박쥐과에 속하는 박쥐속의 하나이다. 13종으로 이루어져 있다.

## 하위 종
| - 검은도가머리박쥐 (E. auripendulus) - 난쟁이도가머리박쥐 (E. bonariensis) - 치리바야도가머리박쥐 (E. chiribaya) - 큰도가머리박쥐 (E. dabbenei) - 페록스도가머리박쥐 (E. ferox) - 플로리다도가머리박쥐 (E. floridanus) - 바그너도가머리박쥐 (E. glaucinus) | - 샌본도가머리박쥐 (E. hansae) - 기니도가머리박쥐 (E. maurus) - 파타고니아도가머리박쥐 (E. patagonicus) - 서부사냥개박쥐 또는 서부도가머리박쥐 (E. perotis) - 콜롬비아도가머리박쥐 (E. trumbulli) - 언더우드도가머리박쥐 (E. underwoodi) - 윌슨도가머리박쥐 (E. wilsoni) |